# Olga Giannini
Olga Giannini (Napoli, 13 marzo 1896 – 15 novembre 1978) è stata una politica italiana.
Fu deputata alla Camera nella I Legislatura.

## Biografia
Sorella del giornalista Guglielmo Giannini, fondatore dell'Uomo Qualunque. Alle elezioni politiche del 1948 viene eletta alla Camera nel collegio di Napoli nella lista del Blocco Nazionale, mentre, il fratello, anche lui candidato in quel collegio no, ma solo in quello di Roma. Aderisce, come gli altri 3 eletti di UQ, al gruppo misto, e nel 1951 passa a quello del Partito Nazionale Monarchico. Negli ultimi mesi fu segretario del consiglio di presidenza della Camera.
Ricandidatasi nel 1953 con quel partito, non fu rieletta.